# 新井利佳
新井 利佳（あらい りか、1981年9月5日 - ）は、日本のタレントで、女性アイドルグループ『チェキッ娘』の元メンバー。
東京都世田谷区出身。東京都立大学附属高等学校卒業。血液型はB型。
現在は台湾を中心に活動、台湾では「極科娯樂有限公司」に所属。かつてはデンナーシステムズに所属していた。

## 略歴

### チェキッ娘時代
『HEY!HEY!HEY! MUSIC CHAMP』（フジテレビ）でバラエティ番組『DAIBAッテキ!!』（フジテレビ）のオーディション告知を視てこれに応募、同オーディションに合格し、1998年10月9日より、アイドルグループ・チェキッ娘のメンバー（チェキッ娘ID004）となり芸能界デビュー。『DAIBAッテキ!!』では、『チェキッ娘学園』のコーナーなどで、『利佳、わかんな〜い』のセリフなどで人気となる。また、『はじまり』、『最初のキモチ』、『海へ行こう〜Love Beach Love〜』、『ありがとう』のそれぞれのシングルにおいては、フロントメンバー（メインボーカル）を務めた。同じチェキッ娘メンバーだった加藤真由とは、お互いの実家が近所同士で小学生時代から顔見知りでもあったという。
翌1999年1月、『DAIBAッテキ!!』のコーナーでバンド・chee'sを結成。当初新井の担当はキーボードとボーカルだったが、後にベースとボーカルに変更になる。『篠原ともえと夏休み 1999ともえちゃんまつり』（フジテレビ『BANG PARK』内イベント）では、篠原ともえ、吉田建と3人でベース漫談を披露していた。

### チェキッ娘卒業後
1999年11月にチェキッ娘は活動を終えたがchee'sは2001年6月まで活動。新井はchee'sのリーダーとしての活動、2001年〜2002年はBANDSJAPANホームページ内で『新井利佳のお仕事事件簿!』の連載を行い、ここではインタビュアーも務めていた。chee's解散後も雑誌の連載、ビールのCM出演、雑誌「junie」のモデルとしての活動等を行っていた。
その後芸能活動を停止、保育士と幼稚園教員のそれぞれの免許を取得して、幼稚園の先生をしていたことがあった。その後結婚、2005年5月に長女を出産し母親となる。現在は二児（長女・次女）の母親。
2009年8月中には再びチェキッ娘のメンバーとして、『アイドリング!!!』（フジテレビONE、8月10日〜8月12日、『アイドリング!!!日記』8月18日）、『キャンパスナイトフジ』（フジテレビ、8月21日）、『森田一義アワー 笑っていいとも!』（フジテレビ、2009年8月27日『出たいドルデラックス』）にそれぞれ出演。2009年12月16日には、同じチェキッ娘元メンバーの藤岡麻美、松本江里子がメイン出演する『Music Splash!!』（ニコニコ動画公式チャンネル）- に、同じく元チェキッ娘の矢作美樹、加藤真由と共にゲスト出演。
2010年12月、blue chee'sとして、元チェキッ娘・chee'sメンバーの藤岡麻美、松本江里子、アネモネと共にライブデビュー。（2011年9月4日のライブまで仮名で活動。）2011年10月、家族の転勤で台湾へ転居。blue chee'sとしての活動は継続。

### 台湾での活動、それ以後
2014年、藤岡麻美と飛輪海の炎亞綸と共演した台湾のスナック菓子『卡迪那北海道風味薯條』のCMに出演。同年6月、台湾のテレビ局・三立都會台の番組『土包子愛玩客』に出演。2015年3月2日深夜放送の『時間がある人しか出れないTV』（TBS）で、日本のテレビ番組に久々の出演（台湾からテレビ電話をつないで出演した）。
2015年5月7日から放送の台湾ドラマ『春梅』に「佐藤亞美」役で出演。
2016年7月、台湾ライオンの「ナノックス」のCMに出演。
これまでに3冊、自ら著した料理の本を出版している（いずれも台湾での出版。#著書の節を参照）。
2019年2月からタイのバンコクに在住。
2021年、ヨガスタジオでインストラクターを務めている。

## 人物・エピソード
- 7歳年上の姉が居る[16]。
- ピアノをやっていた姉の影響で自身もピアノを始め、3〜4歳頃から高校2年生の時までやっていた。ピアノは中学生になってからも、クラス代表、学校代表として弾いたこともあった。音楽大学を目指していた時もあった[5]。楽器はピアノの他に、ブラスバンドに入ってトランペット、トロンボーン、クラリネットなどもやっていた[5]。中学入学後は美術も好きになった[5]。本人曰く「目立ちたがり屋だった」とのことで、小学生時代は生徒会副会長もやっていた[5]。
- 母親が新潟県出身。毎年夏になるとよく「茄子の油味噌炒め」を食べていたという[17]。
- スポーツは特にやってなかったが、跳び箱は小学生の時に9段を跳んだことがあり、『DAIBAッテキ!!』の跳び箱大会で優勝したこともあった[5]。
- 最近の特技にキャラ弁作りがあり、2013年6月に転居先の台湾でワークショップを開いたほどである[18][19]。

## 著書
- 日本超可愛幸福媽咪Rikaの150道愛家便當（2016年4月）[20]
- 今天 到Rika家聚餐吧！在餐桌、大人小孩都喜歡的100道快樂食譜（2017年9月6日）[21]
- 日本媽咪Rika的 百變調理機食譜（2018年8月1日）[22][23]
※以上はいずれも料理本で、いずれも台湾での出版。